# Daniel Buck (Künstler)
Daniel Martin Johannes Buck (* 8. Oktober 1875 in Hamburg; † 19. Dezember 1921 in Dresden) war ein deutscher Künstler, der als Zeichenlehrer, Zeichner und Maler für das Kunstgewerbe tätig war.

## Leben und Wirken
Er war der Sohn eines Hamburger Arbeiters und besuchte zunächst die Volksschule und mit 12 Jahren die Vorschule der Allgemeinen Gewerbeschule in Hamburg. Auf Anregung eines Volksschullehrers ging er zur Lehre als Zeichner bei Georg Halbe in der Kunstgewerblichen Werkstatt für Lederarbeiten in Hamburg. Da ihm die dortige Ausbildung zu einseitig war und sich hauptsächlich mit Schrift-Monogrammen und Wappen beschäftigte, ging er abends zurück an die Allgemeine Gewerbeschule, um im Malen und Aktzeichnen ausgebildet zu werden. Nach mehreren Enttäuschungen erlangte er endlich ein Stipendium zum dreijährigen Besuch der Königlichen  Kunstgewerbe-Museums-Unterrichtsanstalt in Berlin, wo er u. a. Schüler von Emil Doepier wurde. Nach deren Abschluss erhielt er eine Anstellung als erster Zeichner und künstlerischer Leiter in der Werkstatt für kunstgewerbliche Lederarbeiten von O. Schellin in Berlin. Nach etwa einem Jahr löste sich diese Firma auf, woraufhin er sich kurzzeitig selbstständig machte.
Auf der Suche nach einer Festanstellung wurde er auf die Königlichen Hoflieferanten Gebrüder Liebert in Dresden aufmerksam gemacht, die dort ein Atelier für Kunstverglasung, Glasmalerei und Glasmosaik betrieben. Seine Bewerbung als Erster Zeichner und künstlerischer Leiter war erfolgreich. Nebenberuflich erteilte er praktischen Unterricht als Zeichenlehrer für Glasmalerei an der Königlich Sächsischen Kunstgewerbeschule in Dresden. Daneben fertigte er Buchschmuck, Illustrationen, Ölstudien usw.
Zu seinen künstlerische Werken zählen u. a. Kirchenfenster in Tharandt und in Ruppersdorf bei Reichenberg, die Aulafenster der Zentralschule in Auerbach/Vogtl. und der Realschule in Bautzen.
Er war verheiratet mit Hedwig Caroline geborene Radicke. Beide wohnten zunächst in Leubnitz-Neuostra. Der gemeinsame Sohn kam dort 1905 zur Welt.
1921 starb Buck im Alter von 46 Jahren in seiner Wohnung am Bönischplatz 20 in Dresden, Ecke Pfotenhauerstraße.